# Колумба
Колумба (собственно Кримтан (Crimthann), прозванный современниками Колумба, Колум Килле, Кольм Килле, что означает «Голубь Церкви», 7 декабря 521, Донегол, Ольстер — 9 июня 597, Айона) — ирландский святой, монах, проповедник христианства в Шотландии. Святой Колумба считается одним из «двенадцати апостолов Ирландии». В 563 году святой Колумба основал Аббатство Айона — первый монастырь на территории нынешней Шотландии — и был там настоятелем. В Русской православной церкви память совершается в Третью неделю по Пятидесятнице, в день празднования Собора Британских и Ирландских святых.
Его проповедь сыграла особую роль в распространении христианства среди британских пиктов и скоттов, а затем и англосаксов. Его дядя, племянник, а также один из двенадцати спутников почитаются как святые.

## Биография

### Ирландия
Святой Колумба происходил из королевского рода Уи Нейллов: он был сыном Федлимида и внуком короля Кенел Конайлл Фергуса Длинноголового. Мать Колумбы Этне была из королевской семьи Лейнстера. Он родился в 521 году в Гартане, графство Донегал. В детстве он воспитывался у пресвитера по имени Круйтнехан (впоследствии — ирландский святой Круйтнехан), который крестил мальчика в Темпл-Дуглас Конуолского прихода. Затем Колумба поступил в монастырскую школу святого Финниана Мовильского, где к двадцати годам получил степень дьякона. После этого он направился в Ленстер, где стал учеником старца Геммана. Затем он поступил в монастырь святого Финниана Клонардского, где, по легенде, жили и учились многие святые Ирландии.
Ещё живя в Ирландии он в 545 году он основал церковь в Дерри, в 553 году — монастырь в Дарроу, а также несколько церквей. Возможно, он также основал Келлское аббатство.

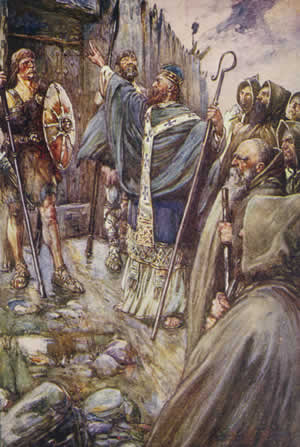
Св. Колумба среди пиктов

В 563 году Колумба, желая попутешествовать, а также намереваясь распространять христианство, отплыл с двенадцатью благовестниками на запад Шотландии по приглашению местного короля, родственником которого являлся. Ему подарили остров Айона у западного берега Шотландии. По различным данным, остров был подарен ему королём Дал Риады Коналлом или же пиктским королём Бруде. Древнеирландское название острова — Í, впоследствии он стал известен, как Í Choluim Chille или Ikolmkill (остров Колумбы). Этот остров лежал между владениями пиктов и скоттов и был удобной базой для миссионерской деятельности. Скотты к тому времени уже были обращены в христианство, но были достаточно номинальными христианами и нуждались в духовном возрождении, пикты же были язычниками. Колумба начал свою деятельность с пиктов. Он посетил короля Бруде в его крепости и смог заслужить его уважение. После этого он приступил к проповеди, обращая пиктов в христианство словом и примером своей благочестивой жизни.
В Шотландии он провёл тридцать три года, основал несколько монастырей и миссий, включая Гиберно-шотландскую миссию, и обратил в христианство большинство северных и южных пиктов. Также он лично участвовал в войнах между племенами и пользовался военной силой для свержения язычества. Известен случай, когда он с проклятиями преследовал грабителя и загнал его по колено в море. Известно также, что он достаточно свободно отлучал церкви.

### Битва при Кул Древне
В 561 году произошла кровопролитная битва между войском верховного короля Ирландии Диармайта мак Кербайлла с одной стороны и соединённым войском королей Форггуса мак Муйрхертайга, его брата Домналла Илхелгаха, двоюродного брата Колумбы Айнмере мак Сетная и короля Коннахта Аэда мак Эхаха Тирмхарны с другой. Союзники победили «по молитвам святого Колумбы», якобы потеряв лишь одного человека, в то время как со стороны Диармайта погибло три тысячи.
Существуют различные версии участия Колумбы в этом конфликте. Ирландские анналы свидетельствуют, что причиной битвы стала казнь по приказу Диармайта сына короля Коннахта, несмотря на заступничество Колумбы, что вызвало негодование и ближайших родичей Колумбы, и короля Коннахта.
Согласно же преданиям, сохранившимся в житиях святых, поводом для конфликта стал спор между Колумбой и другим святым, Финнианом Мовильским, о том, кому должна была принадлежать книга псалмов — частично сохранившийся до наших дней «Катах» («Боец»).
По преданию, Финниан в качестве аббата монастыря Клонарда владел копией Псалтыря, переведённого Иеронимом Стридонским на латынь. Святой Колумба тайно от хозяина книги скопировал её текст. Когда Финниан узнал об этом, он потребовал от Колумбы отдать ему копию, однако тот отказался, считая, что текст книги принадлежит «всем глазам, которые его читают». В итоге владелец оригинала обратился к королю Диармайту мак Кербайллу, который объявил, что «как телёнок принадлежит хозяину коровы, так и копия — хозяину книги», встав таким образом на сторону Финниана. Это решение Диармайта рассматривается современными исследователями как один из наиболее ранних случаев законодательной защиты авторских прав в Средние века. В свою очередь, Колумба попросил защиты у своих родственников из числа Северных Уи Нейллов. В результате возникла направленная против Диармайта коалиция, в которую вошли двоюродные братья Колумбы Айнмере мак Сетнай и Ниннид мак Дуах из септа Кенел Конайлл, совместно правившие Айлехом братья Форггус мак Муйрхертайг и Домналл Илхелгах из Кенел Эогайн, а также король Коннахта Аэд мак Эхах Тирмхарна. Возможно, для правителей Северных Уи Нейллов обращение Колумбы за помощью было лишь предлогом к началу мятежа против верховного короля. Истинными же их намерениями, вероятно, было устранение Диармайта с последующим возведением кого-либо из участников мятежа в верховные короли Ирландии.
В 562 или 563 году ирландские клирики собрали синод, на котором действия Колумбы были подвергнуты формальному осуждению (правда, биограф святого Адамнан сообщает, что впоследствии он был реабилитирован). Святой решил покинуть Ирландию и отправиться в добровольное изгнание.

### Смерть
Колумба умер у алтаря в церкви, ночью, во время молитвы. Учеником святого Колумба был святой Кормак Уа Лиатан, которого Колумба поставил настоятелем в Дарроу.

## Наследие

### Монастырь на острове Айона
Колумба основал монастырь на острове Айона в 563 году. Там Колумба с двенадцатью монахами основал монастырь, ставший центром его деятельности по христианизации Шотландии. Оттуда Колумба со своими сподвижниками отправлялся в разные стороны проповедовать Евангелие, строил церкви и основывал монашеские общины, становившиеся новыми центрами христианской проповеди.
По законам монашества в этом монастыре жили 150 человек. Во главе монастыря стоял пресвитер-аббат, который управлял всей провинцией и даже епископами. У монахов было всё общее, они делились на три класса: старших, которые занимались богослужениями, наставлением и переписыванием Библии; среднего возраста, которые занимались сельским хозяйством, скотоводством и домашней работой; и младших, которые были учениками. Их одежда состояла из белой туники, которая выполняла функцию нижнего белья, и cuculla — шерстяной плащ с капюшоном. Ежедневный рацион включал в себя хлеб, молоко, яйца, рыбу, а по воскресеньям — баранину или говядину.
Вероучение монастыря и церковные обычаи, в частности, празднование Пасхи и тонзура, отличалось от принятых тогда в Римской церкви и соответствовали обычаю, который был принят тогда у британцев и ирландцев.
Монастырь Айоны ещё долгое время занимал первое место среди монастырей и церквей пиктов и северных скоттов. Преемники Колумбы отличались воздержанием и строгим внимание к дисциплине. 9-й преемник Колумбы, Адамнан, после своего визита к саксам привёл соблюдение Пасхи в соответствие с обычаем Римской церкви, но братство отказалось принять перемены. После его смерти в 704 году в общине в связи с этим вопросом начался раскол, пока те монахи, которые придерживались обряда Колумбы, не были изгнаны по королевскому приказу в 715 году. После этого монастырь утратил свою доминирующую роль.
В X веке датчане разрушили монастырь и убили монахов. Сегодня от монастырских построек остались только руины.

### Место захоронения
В Средние века остров Айона стал считаться святой землёй. К каменному гробу Колумбы, где лежали его останки и останки его слуги, ходили на поклонение паломники. Также многие короли и представители знати хотели быть похоронены там, на святой земле. Сегодня на этом острове много могил норвежских, шотландских и ирландских королей. Также раньше там было множество резных и красиво выделанных крестов. Впоследствии, во время Реформации, большая часть крестов была уничтожена, чтобы прекратить поклонение; сохранилось только три.

## Легенды
Один из преемников Колумбы, Адамнан, приписывает ему ангельскую внешность, пророческое предвидение и дар чудотворения. Так, он описывает, что Колумба мог превращать воду в вино, когда для евхаристии негде было достать вина; что однажды он превратил горькие плоды в сладкие и пригодные для пищи; что он извлекал воду из скалы; что успокоил шторм на море и исцелил множество больных. В одной из биографий описывается случай, когда его пастырский посох, случайно оставленный им на берегу Айоны, перенёсся по его молитве через море и встретил своего владельца где-то в Ирландии при высадке.
Колумба считается первым, кто видел лох-несское чудовище: около 580 года он провёл обряд изгнания «водяной лошади» из устья реки Несс.
Шотландский монах Адомнан Ионийский записал историю о том, что святого Колумбу однажды посетил ангел, державший в руках стеклянную книгу: божий посланник велел ему венчать Айдана Мак Габрейна на трон Дал Риада. Сначала Колумба ответил отказом, но ангел в ответ высек его и потребовал исполнить это повеление Господа. Ангел приходил к Колумбе три ночи подряд. Тот, наконец, согласился, и Айдан пришёл к нему, чтобы получить помазание. При помазании Колумба сказал королю, что пока тот подчиняется законам Бога, ни один из его врагов не одолеет его, но как только он преступит их, он лишится божьего покровительства и тот кнут, которым был высечен Колумба, обернётся против короля.

## Внешность, характер и привычки
Колумба был высокого роста, мужественной, красивой внешности. У него был звучный и далеко слышный голос, когда он читал псалмы, то отчётливо был слышен каждый слог. Колумба умел предсказывать погоду по приметам. Характер его был пылким, ревностным, он был склонен к странствиям и не мог долго находиться в бездействии.

## Произведения
Колумбе приписывают два стихотворения: «Adiutor Laborantium» и «Altus Prosator». Оба стихотворения являются примерами азбучных гимнов на латыни, написанных, когда Колумба был в аббатстве Айона.
Более короткое из двух стихотворений, «Adiutor Laborantium», состоит из двадцати семи строк по восемь слогов в каждой, каждая из которых соответствует формату азбучного гимна с использованием классического латинского алфавита, за исключением строк 10-11 и 25-27. Содержание стихотворения представляет собой обращение к Богу как к помощнику, правителю, стражу, защитнику для добрых и врагу грешников, которых Он накажет.
«Altus Prosator» состоит из двадцати трех строф, состоящих из шестнадцати слогов, первый из которых содержит семь строк, каждый последующий — по шесть. Он использует тот же формат и начальные буквы, что и «Adiutor Laborantium», за исключением того, что каждая строфа начинается с другой буквы, а не каждая строка. Поэма рассказывает историю, состоящую из трех частей, разделенных на историю сотворения, историю мира и Апокалипсис, или конец времён.

## Святой Колумба и святой Патрик
Святой Колумба был праправнуком Ниалла (Нейла) Девяти Заложников, предводителя ирландских разбойников, похитивших в начале V века бритского юношу, которому предстояло стать святым Патриком. Так удивительным образом переплелись судьбы двух величайших британских проповедников.

## Память

### Ирландия
Колумба — один из трех святых покровителей Ирландии после Патрика и Бригитты Ирландской.
Колумба — покровитель города Дерри, где он основал монашеское поселение ок. 540. Название города на ирландском языке — Doire Colmcille, оно происходит от местных дубов и от ассоциации города с Colmcille. Католическая церковь Длинной башни Святого Колумбы и Ирландская церковь Святого Августина утверждают, что находятся на месте этого первоначального поселения. В его честь названы собор Ирландской церкви, собор Святого Колумбы, и самый большой парк в городе — парк Святого Колумбы.
Кафедральный собор католической епархии Рафо — собор Святых Юнана и Колумбы — находится в городе Леттеркенни в графстве Донегол.
Начальная школа Св. Колумбы в Драмкондре — женская школа, названная в честь святого. Начальная школа Св. Колумбы and St. Colmcille’s Community School и Общественная школа Св. Колумбы — две школы в Ноклайне, названные в его честь, причем первая ежегодно отмечает день, посвященный святому, 9 июня.
Город Сордс, по общему мнению, был основан Колумбой в 560 году нашей эры. Национальная школа для мальчиков Св. Колумбы и Национальная школа для девочек Св. Колумбы, обе расположены в городе Сордс, также названы в честь святого, как и одна из местных гэльских команд, Наом Колумба.
Columba Press, религиозная и духовная книжная компания, базирующаяся в Дублине, названа в честь Колумбы.
Aer Lingus, национальный авиаперевозчик Ирландии, назвал один из своих самолётов Airbus A330 в память о святом (рег: EI-DUO).

### Шотландия
Колумба считается ведущей фигурой в возрождении монашества. Клан Маккаллум получил свое название от Колумбы и, по общему мнению, был основан потомками его первоначальных последователей. Также известно, что клан Робертсон являются наследниками Колумбы. Клан Маккиннон также может претендовать на то, чтобы быть духовным потомком святого Колумбы, поскольку после того, как он основал свой монастырь на острове Айона, Маккинноны веками были настоятелями церкви. Это также объясняет тот факт, что клан Маккиннон входит в число древних кланов Шотландии.
Собор католической епархии Аргайла и Островов находится под патронажем Святого Колумбы, как и многочисленные католические школы и приходы по всей стране. Шотландская епископальная церковь, Шотландская церковь и Евангелическо-лютеранская церковь Англии также имеют приходы, посвященные ему. Деревня в Ренфрушире также происходит от имени Колумбы.
Хоспис Св. Колумбы, известный хоспис в Эдинбурге, назван в честь святого.

### Другие
По состоянию на 2011 год канадцы, имеющие шотландское происхождение, являются третьей по величине этнической группой в стране, и поэтому имя Колумбы часто фигурирует в католических, англиканских и пресвитерианских приходах. Это особенно характерно для восточной части Канады, за исключением франкоговорящего Квебека.
По всей территории США существует множество приходов в католических и епископальных конфессиях, посвященных Колумбе. В рамках протестантской традиции пресвитерианская церковь (имеющая свои корни в шотландском пресвитерианстве) также имеет приходы, названные в честь Колумбы. В городе Саутбридж, штат Массачусетс, есть даже православный монастырь, посвященный святому. Колумба — покровитель римско-католической епархии Янгстауна, штат Огайо. Собор этой епархии назван его именем.
Айона-колледж, небольшой католический гуманитарный колледж в Нью-Рошелле, штат Нью-Йорк, назван в честь острова, на котором Колумба основал свой первый монастырь в Шотландии, как и Айона-колледж в Виндзоре, Онтарио, Iona Presentation College в Перте и «Айона Колледж Джилонг» в Шарлемонте, Виктория.
В его честь названо по крайней мере четыре духовых оркестра: из Талламора, Ирландия, из Дерри, Северная Ирландия, из Карни, штат Нью-Джерси, и из Кейп-Кода, штат Массачусетс.
Школа Св. Колумбы, одна из самых известных школ с обучением на английском языке в Индии, принадлежащая ирландским христианскими братьями, также названа в честь святого.
Мюнхенский GAA называется München Colmcilles в честь Колумбы.
День святого Колумбы, 9 июня, объявлен Международным днем кельтского искусства. Келлская книга и книга Дарроу, великие средневековые шедевры кельтского искусства, также связаны с Колумбой.
Бенджамин Бриттен сочинил «Гимн святого Колумбы» для хора и органа в 1962 году, написав стихотворение святого по случаю 1400-летия его путешествия на Айону